# Kayo Mpoyi
Kayo Mpoyi, född 1986, är en afrosvensk konstnär och författare. Mpoyi föddes i Zaire (nuvarande Kongo-Kinshasa) och kom till Sverige som tioåring.
Hon fick Katapultpriset 2019 för sin debutroman Mai betyder vatten, en barndomsskildring som utspelar sig i kongolesiska exilmiljöer i Dar-es-Salaam i Tanzania. Debuten finns översatt till finska, av Ulla Lempinen som Virtaavan veden sukua (2020) och tyska, av Elke Ranzinger som Mai bedeutet Wasser (2021).
2020 var Mpoyis novell Askan bland de nominerade till Sveriges Radios Novellpris. 2022 kom romanen En övning i revolution, där författaren går vidare i arbetet med att undersöka minne och historia, med utgångspunkt i en mors berättelse. Hon har också skapat bilderboken Kitoko för mindre barn, 2022.
Utöver sitt författarskap är Mpoyi verksam som bildkonstnär. Hon studerar fri konst på Kungl konsthögskolan i Stockholm, arbetar med teckning, grafik, film och performance och har ställt ut bland annat på Gottsunda konstkalas 2022. Samma år fick hon också Fredrika Bremer-förbundets stipendium.